# Botryche simple
Botrychium simplex · Petit Botrychium, Botrychium simple, Petit botryche
Espèce
Le Botryche simple ou Petit Botrychium (Botrychium simplex E. Hithc., 1823) est une espèce de petites fougères du genre Botrychium.
Elle est extrêmement rare en Europe, où on dénombre moins de cent stations, un peu plus fréquente en Amérique du Nord, où elle est cependant menacée.